# Eberhard Lange
Eberhard Lange (* 1967 in Berlin) ist ein deutscher Koch. 

## Leben
Seine Ausbildung machte Lange im Hotel Maritim proArte in Berlin. 1996 arbeitete er im Restaurant VAU bei Kolja Kleeberg in Berlin (ein Michelinstern). Im Jahre 1998 wurde er stellvertretender Küchenchef im Restaurant Hugos im InterContinental Berlin neben Thomas Kammeier in Berlin (ein Michelinstern). Im Juli 2015 wurde er dort Küchenchef, als Kammeier das Restaurant verließ.

## Auszeichnungen
- Seit 2016: ein Michelinstern für das Restaurant Hugos